# Pingstförsamlingen i Seinäjoki
Pingstförsamlingen i Seinäjoki (Seinäjoen helluntaiseurakunta) är en pingstförsamling i Seinäjoki i Finland. Församlingen grundades 1935 vid namn Saalemförsamlingen i Seinäjoki. Första kyrkan invigdes 1963 på Kaartovägen 79 i Seinäjoki och andra kyrkan 1970 på Keppogatan. Nuvarande kyrkan ligger på Vellamobrinken 1 i Seinäjoki. Pingstförsamlingen i Seinäjoki är en av pingströrelsens större församlingar med drygt 1 400 medlemmar (2015)

## Föreståndare
- 1935–1936: Veikko Lähde
- 1948–1951: Arvid Böhm
- 1952–1955: Kalle Koskela
- 1956–1959: Olavi Rantanen
- 1959–1961: Kauko Hostikka
- 1961–1971: Matti Rajamäki
- 1971–1975: Rainer Mäkilä
- 1976–1979: Onni Autio
- 1979–1985: Toivo Haapala
- 1985–1989: Alpo Renko
- 1989–2015: Martti Kallionpää
- 2015–ff: Markku Tuppurainen